# Esqueneu
Esqueneu (en grec antic: Σχοινεύς) va ser, segons la mitologia grega, un rei de Beòcia, fill d'Atamant i Temisto. Una ciutat de beòcia que apareix al «Catàleg de les naus» de la Ilíada porta el nom d'Esquenos, sembla que en honor seu.
És possible que hagués emigrat a Arcàdia, on també hi havia una ciutat i un riu que portaven el nom d'Esquenos segons diu Pausànias i també Esteve de Bizanci, o almenys en aquest país es van criar els seus fills. Va ser el pare d'Atalanta (que de vegades es confon amb Atalanta filla de Iasos) i possiblement també de Climen, rei d'Arcàdia.

## Altres personatges homònims
Un segon Esqueneu, segons diu Antoní Liberal, era fill d'Autònous. Quan el seu germà Antos va ser mort pels cavalls del seu pare, Zeus i Apol·lo es van compadir d'Esqueneu i el van transformar en ocell. Un altre Esqueneu era un home que va educar Orestes. Des de casa seva Orestes se'n va anar a Argos per venjar la mort del seu pare i matar Clitemnestra.